# Pseudoprosopis
Pseudoprosopis là một chi thực vật có hoa trong họ Đậu.